# Marco Nowak
Marco Nowak (* 23. Juli 1990 in Dresden, DDR) ist ein deutscher Eishockeyspieler, der seit Mai 2022 bei den Eisbären Berlin aus der Deutschen Eishockey Liga (DEL) unter Vertrag steht und dort auf der Position des Verteidigers spielt. Zuvor war Nowak bereits für die Nürnberg Ice Tigers und Düsseldorfer EG in der DEL aktiv. Mit den Eisbären gewann er in den Jahren 2024 und 2025 jeweils die Deutsche Meisterschaft.

## Karriere

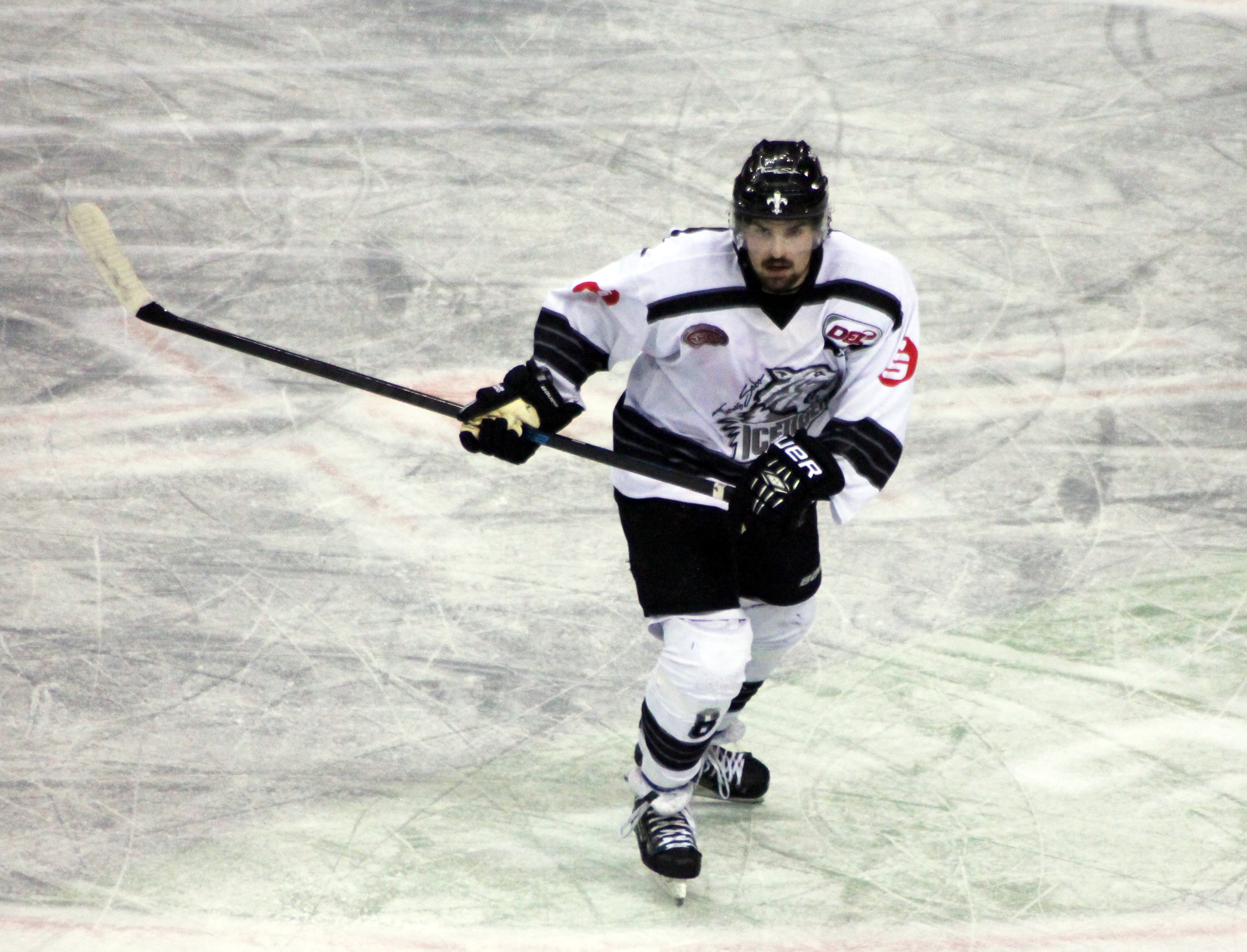
Nowak im Trikot der Nürnberg Ice Tigers (2015)

Nowak lernte das Schlittschuhlaufen in Dresden und spielte anschließend in der Jugend des ETC Crimmitschau, für dessen Juniorenteam er in der Saison 2005/06 erstmals in der Junioren-Bundesliga auf dem Eis stand. In der Saison 2006/07 spielte er dann für die Jungadler Mannheim in der Deutschen Nachwuchsliga (DNL). Nach einer guten Spielzeit beim DNL-Rekordmeister wurden die DEG Metro Stars auf ihn aufmerksam und Nowak wechselte zur Saison 2007/08 in die Deutsche Eishockey Liga (DEL), wurde aber zunächst beim Juniorenteam, den DEG Youngsters in der DNL und der Regionalliga eingesetzt, bevor er seine ersten Einsätze in der DEL absolvieren durfte.
Für die Saison 2008/09 und Saison 2009/10 wurde Nowak mit einer Förderlizenz für den ETC Crimmitschau ausgestattet. Nach fünf Jahren für die DEG Metro Stars wechselte Nowak zur Saison 2012/13 zu den Nürnberg Ice Tigers. Am 21. Januar 2014 gaben die Ice Tigers Nowaks Vertragsverlängerung um ein weiteres Jahr bekannt.
Nach vier Jahren in Nürnberg kehrte Nowak zur Saison 2016/17 zur DEG zurück. Am 21. Dezember 2018 absolvierte er beim 4:2-Auswärtssieg seiner Mannschaft bei den Krefeld Pinguinen seine 500. DEL-Partie und steuerte in diesem Spiel zwei Torvorlagen bei. Zur Saison 2022/23 wechselte Nowak zu den Eisbären Berlin und erhielt dort zunächst einen Vertrag für drei Jahre. In den Frühjahren 2024 und 2025 gewann der Defensivspieler mit der Mannschaft jeweils die Deutsche Meisterschaft, wobei er die gesamte Spielzeit 2024/25 aufgrund einer Schulterverletzung ausfiel. Dennoch wurde sein auslaufender Vertrag Mitte Juni 2025 um ein weiteres Jahr verlängert.

### International
International stand Nowak erstmals bei der U18-WM 2008 in Russland im Kader der deutschen U18-Juniorennationalmannschaft. Ab 2008 war er Stammspieler der deutschen U20-Auswahl und nahm mit dieser an der U20-Junioren-Weltmeisterschaft der Top-Division 2009 und der U20-Junioren-Weltmeisterschaft der Division I 2010 teil.

## Erfolge und Auszeichnungen
- 2010 Aufstieg in die Top-Division bei der U20-Weltmeisterschaft der Division I, Gruppe A
- 2024 Deutscher Meister mit den Eisbären Berlin
- 2025 Deutscher Meister mit den Eisbären Berlin

## Karrierestatistik
Stand: Ende der Saison 2024/25

### International
Vertrat Deutschland bei:
| - U18-Junioren-Weltmeisterschaft 2008 - U20-Junioren-Weltmeisterschaft 2009 - U20-Junioren-Weltmeisterschaft der Division I 2010 | - Weltmeisterschaft 2019 - Weltmeisterschaft 2021 - Olympischen Winterspielen 2022 |

(Legende zur Spielerstatistik: Sp oder GP = absolvierte Spiele; T oder G = erzielte Tore; V oder A = erzielte Assists; Pkt oder Pts = erzielte Scorerpunkte; SM oder PIM = erhaltene Strafminuten; +/− = Plus/Minus-Bilanz; PP = erzielte Überzahltore; SH = erzielte Unterzahltore; GW = erzielte Siegtore; 1 Play-downs/Relegation; Kursiv: Statistik nicht vollständig)